# La Pampa (comuna)
La Pampa fue una de las comunas que integró el antiguo departamento de La Serena, en la provincia de Coquimbo.
En 1907, de acuerdo al censo de ese año, la comuna tenía una población de 3775 habitantes. Su territorio fue organizado por decreto del 22 de diciembre de 1891, a partir del territorio de las Subdelegaciones 8.° La Pampa y 9.° Barranca del Mar.

## Historia
La comuna fue creada por decreto del 22 de diciembre de 1891, con el territorio de las Subdelegaciones 8.° La Pampa y 9.° Barranca del Mar.
La comuna fue suprimida mediante la reorganización político-administrativa del país, llevada a cabo con el Decreto Ley N.º 803, del 22 de diciembre de 1925. Su territorio pasó a la comuna de La Serena.